# Phthonoloba caliginosa
Phthonoloba caliginosa là một loài bướm đêm trong họ Geometridae.